# Elżbieta Woźniak
Elżbieta Woźniak z domu Stachurska (ur. 24 marca 1959 w Łodzi) – polska lekkoatletka, sprinterka.

## Życiorys
Ukończyła XX Liceum Ogólnokształcące im. Juliusza Słowackiego w Łodzi oraz Pomaturalne Studium Medyczne.
Startowała na igrzyskach olimpijskich w 1980 w Moskwie, gdzie w biegu na 100 metrów odpadła w przedbiegu, w biegu na 200 metrów w ćwierćfinale, a w sztafecie 4 × 100 metrów razem z koleżankami (Lucyną Langer, Zofią Bielczyk i Grażyną Rabsztyn) zajęła 7. miejsce.
Na Mistrzostwach Europy juniorów w 1975 w Atenach zdobyła srebrny medal w sztafecie 4 × 100 metrów i odpadła w eliminacjach biegu na 100 metrów, a na MEJ w 1977 w Doniecku była 6. na 100 m i 4. w sztafecie 4 × 100 m. Na halowych mistrzostwach Europy w 1984 w Göteborgu odpadła w półfinale biegu na 200 m. Podczas zawodów Przyjaźń-84 w Pradze zajęła 9. miejsce na 200 m i 4. w sztafecie 4 × 100 m.
14 razy wystąpiła w meczach międzypaństwowych reprezentacji Polski. Była wicemistrzynią Polski na 100 m w 1979 i 1980 oraz brązową medalistką na 200 m w 1984 i w sztafecie 4 × 100 m w 1985.
Rekordy życiowe: 100 m – 11,36 s, 200 m – 23,11 s.
Reprezentowała barwy następujących klubów: Rudzki Klub Sportowy (1971-1977), ŁKS Łódź (1978-1983), Start Łódź (1984-1986).